# Johann Zdiarsky
Johann Zdiarsky (20. července 1849 Prachatice – 15. února 1907 Prachatice) byl český politik a podnikatel v Prachaticích, prachatický starosta v letech 1891–1907.

## Život

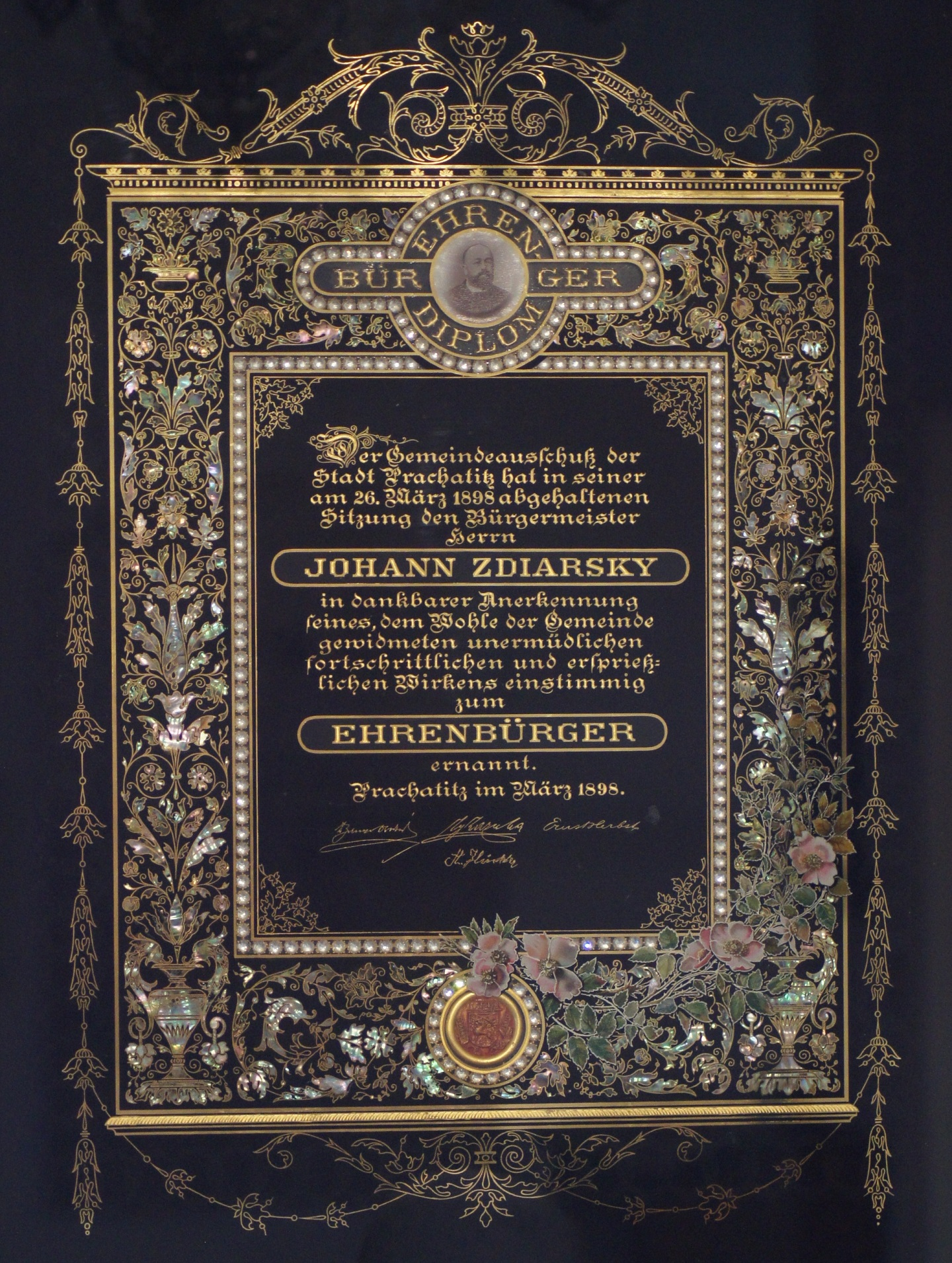
Ehrenbürger-Diplom (1898, Prachatické muzeum)

Johann Zdiarsky pocházel z prachatického měšťanského rodu. Byl synem hřebenáře Wenzla Zdiarského a jeho manželky Rosiny, rozené Strachotinské. Roku 1865 jeho rodiče koupili dům čp. 13 na Velkém náměstí v Prachaticích nazývaný Sitrův dům (dnešní Prachatické muzeum). Protože v něm rodina Zdiarskych bydlela po několik generací, bývá též i v literatuře označován jako Dům Žďárských. Zdiarského otec Wenzel v domě provozoval hostinskou živnost (hostinec v přízemí nesl jméno Zur Bierquelle, tj. U Pivního pramene). Pohostinstvím se zabýval i Johann. V roce 1871 se Johann oženil s dcerou lékárníka z Nýrska Theresií Rau, jejíž matka pocházela rovněž ze starobylého prachatického rodu Wimberských. Z tohoto Johannova manželství pocházelo osm dětí. V té době byl Johann Zdiarsky i c. k. cejchovním mistrem. Roku 1885 ovdověl a následujícího roku se znovu oženil s místní měšťanskou dcerou Annou Krásovou, jejíž rod pocházel z Volyně. Z tohoto manželství přišly na svět další tři děti. Zemřel 15. února 1907 ve věku 57 let ve svém domě na Velkém náměstí.

## Politická a společenská práce
Johann Zdiarsky jako vlastník domu čp. 13 na Velkém náměstí v něm v osmdesátých letech 19. století zřídil Studentský domov v Prachaticích pro studenty c.k. gymnázia v Prachaticích, o jehož založení se významně zasloužil. Účel studentského domova Zdiarsky sám popsal takto:
Studentský domov (adresa "Ringplatz Nro. 13") má za účel zastupovat studujícím na zdejším c.k. gymnáziu při plném zaopatření a za přísného dozoru rodičovský dům. Domácí procvičování učiva vedou dva akademicky vzdělaní studijní prefekti. Bezprostřední dohled v domě i mimo něj vykonávají prefekti a vedoucí domova sám; kromě toho koná učitelský sbor c.k. státního gymnázia vrchní dozor ve všech směrech. Přijetí nacházejí toliko mravně bezúhonné děti z lepších kruhů. Prospekt a domácí řád, jakož jakoukoli další požadovanou informaci sdělí majitel a vedoucí výchovného tohoto zařízení. Johann Zdiarsky, purkmistr města Prachatice

### Johan Zdiarsky jako prachatický starosta
12. března 1891 zemřel v 76 letech prachatický starosta MUDr. Ernst Mayer, lékař a po několik let i poslanec Českého zemského sněmu a vídeňské Říšské rady. Do čela města jako jeho nástupce byl zvolen tehdy dvaačtyřicetiletý Zdiarsky.Zdiarsky jako prachatický starosta se zasloužil o vybudování Nové radnice, vytvoření nového územního plánu města, zřízení Městského muzea v Radničním sále Staré radnice a o řešení hygienického stavu města. Pro rozvoj průmyslu v Prachaticích bylo významné zřízení železniční trati z Číčenic do Prachatic (1893), z Prachatic do Volar a v roce 1910 z Volar do Bavorska. I budování železniční infrastruktury bylo výsledkem jeho politické aktivity. Přes svůj český původ a příbuzenské svazky s Čechy byl Johann Zdiarsky jako regionální politik reprezentantem prachatických Němců a také Německého šumavského spolku (Deutscher Böhmerwaldbund).